# Eurolot
Eurolot (frühere Schreibweise euroLOT) war eine polnische Regionalfluggesellschaft mit Sitz in Warschau und Basis auf dem dortigen Chopin-Flughafen. Sie war ein Tochterunternehmen der LOT.

## Geschichte
Die Fluggesellschaft wurde am 19. Dezember 1996 gegründet und nahm am 1. Juli 1997 ihren Flugbetrieb mit eigenen Turboprop-Maschinen vom Typ ATR 42-300 auf.
Man entschied sich jedoch schnell zu einer Zusammenarbeit mit der staatlichen polnischen Fluggesellschaft LOT. Im Rahmen dieser Zusammenarbeit wurden durch die Fluggesellschaft von der LOT acht ATR 72-202 im Wetlease übernommen und das Streckennetz um regionale Zubringerflüge erweitert. Diese Zusammenarbeit wurde ab dem Jahr 2000 intensiviert und es wurden nunmehr ausschließlich Flüge für die LOT durchgeführt. Hierzu wurde der Flottenpool umstrukturiert und sämtliche Turboprop-Maschinen der LOT in den eigenen Flottenpool übernommen, gleichzeitig wurden die älteren eigenen ATR-42 sukzessive ausgeschieden.
Zwischenzeitlich erlebte die polnische Nation durch den Flugunfall von Smolensk 2010 eine nationale Tragödie, bei der die Regierungsmaschine zerstört wurde. Daraufhin stellte die Eurolot für einige Wochen interimistisch zwei Embraer E-175-Jets als vorübergehende Regierungsmaschinen für das polnische Verteidigungsministerium zur Verfügung, welche kurze Zeit später an die LOT übertragen und von dieser an das Verteidigungsministerium als offizielle Regierungsmaschinen mit entsprechender Farbgestaltung weiter verleast wurden.
Ab 2012 erfuhr die Flotte eine neuerliche Verjüngung, als die ersten Bombardier Dash-8-Q400 eingeflottet und parallel dazu die ATR-72 bis 2014 vollständig ausgemustert wurden.
Anfang Februar 2015 wurde bekannt, dass Eurolot ab 31. März 2015 den Betrieb vollständig einstellt. Gemäß dem polnischen Staat als Eigentümer war keine wirtschaftlich tragfähige Zukunftsperspektive für die Gesellschaft mehr zu erwarten. Der letzte Flug fand von Zürich nach Krakau statt.
Die Leasingverträge der verbliebenen Flugzeuge wurden zumeist von der LOT übernommen, wo die Flugzeuge teilweise noch heute in Betrieb sind.

## Flugziele
Eurolot bediente vor allem nationale Ziele wie Krakau, Rzeszów, Posen, Danzig, Lublin und Breslau. Im europäischen Ausland wurden beispielsweise Zürich, Salzburg, Wien, Frankfurt am Main, München, Düsseldorf, Stuttgart, Amsterdam, Beauvais, Paris Charles-de-Gaulle und Heringsdorf angeflogen.

## Flotte

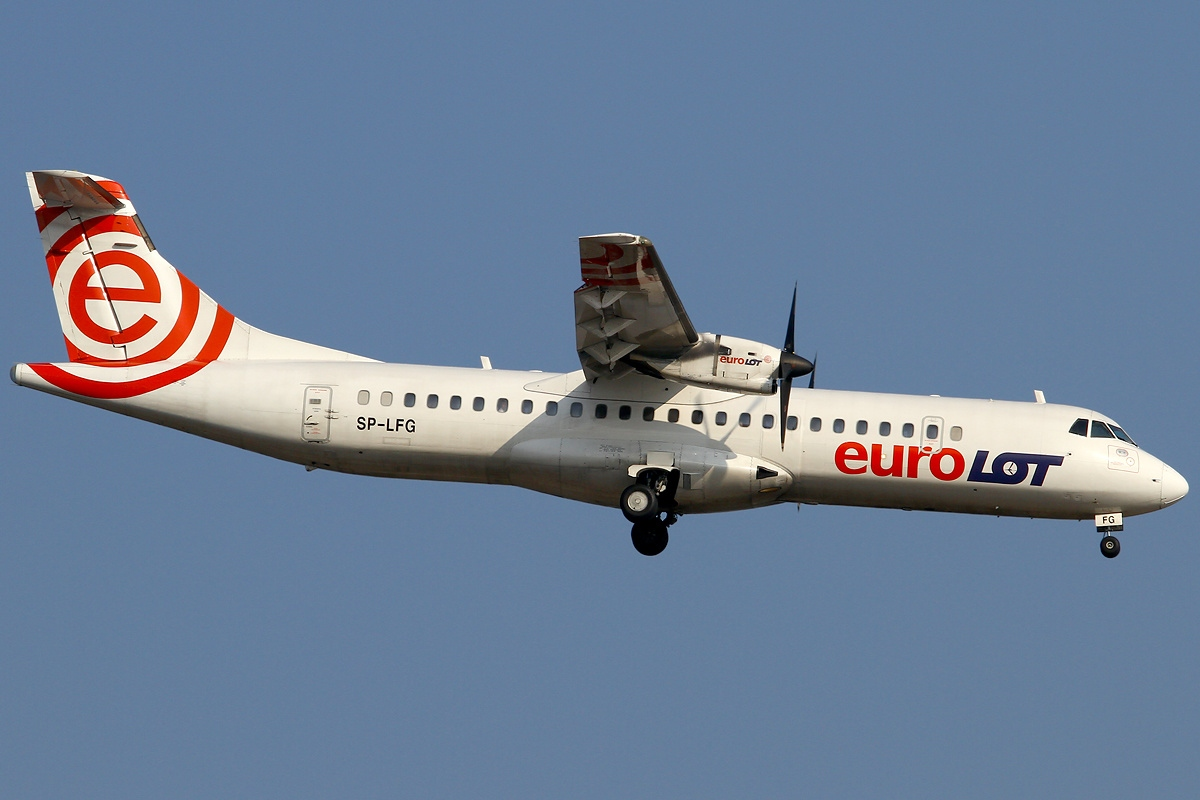
Eine ATR 72-200 der Eurolot

Zum Zeitpunkt der Einstellung des Flugbetriebes bestand die Flotte der Eurolot aus 11 Flugzeugen mit einem Durchschnittsalter von 3,7 Jahren:
| Flugzeugtyp            | aktiv | Sitzplätze |
| ---------------------- | ----- | ---------- |
| De Havilland DHC-8-400 | 11    | 78         |
| Gesamt                 | 11    |            |